# Fregat

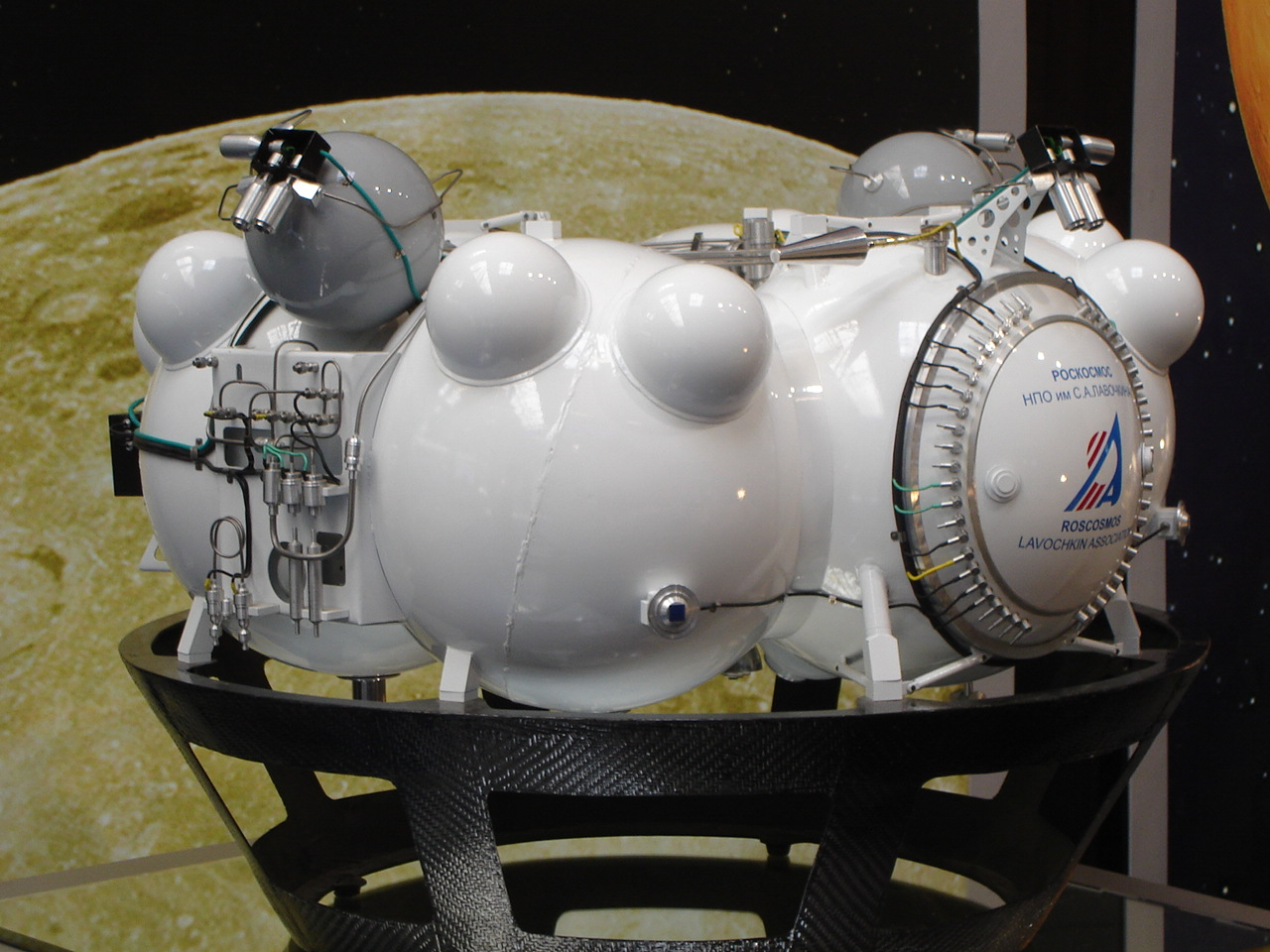
Fregat-Stufe mit den sphärischen Tanks, hier in der Konfiguration für Phobos-Grunt

Fregat (russisch Фрегат für Fregatte) ist eine Raketenoberstufe, die vom russischen Unternehmen Lawotschkin gebaut und gegenwärtig in Sojus-Trägerraketen verwendet wird. Die Stufe wird zum Starten von hochfliegenden Satelliten, wie beispielsweise geostationären Kommunikationssatelliten, und Raumsonden verwendet. Fregat kann bis zu 20 Mal wiedergezündet werden und ist somit auch zum Aussetzen von mehreren Satelliten in verschiedenen Umlaufbahnen geeignet.

## Entwicklung
Die Fregat-Stufe wurde von dem Antriebsmodul der Phobos- und Mars-96-Raumsonden abgeleitet. Die Entwicklung der Stufe begann 1993, kam jedoch aufgrund von Finanzierungsschwierigkeiten nur sehr langsam voran. Erst mit der Gründung des Unternehmens Starsem zur Vermarktung der Sojus-Rakete und der Unterzeichnung des Vertrags zum Start von vier Cluster-Satelliten für die ESA beschleunigte sich Ende der 1990er die Entwicklung der Fregat-Stufe.
Der erste Start einer Fregat-Oberstufe auf einer Sojus-Rakete (in der Version Sojus-U) fand am 8. Februar 2000 statt. Nach einem weiteren Testflug wurden bei zwei Sojus-U/Fregat-Flügen erfolgreich vier Cluster-Satelliten ins All gebracht. Dabei konnte Fregat ihre Leistungsfähigkeit und Zuverlässigkeit beweisen, als sie nach einem zu frühen Abschalten der dritten Stufe der Sojus die Steuerung des Fluges rechtzeitig übernahm und durch ihre überschüssige Treibstoffladung die Mission doch noch retten konnte.
Gegenwärtig wird die Sojus (in den Versionen Sojus-U, Sojus-FG, Sojus-2.1a und Sojus-2.1b) mit der Fregat-Stufe zum Starten von kommerziellen Nutzlasten und Raumsonden (Mars Express, Venus Express) genutzt. Dabei werden die Startaufträge durch die Firma Starsem abgewickelt.
Seit 2011 starten standardmäßig mit Fregat-Stufen ausgerüstete Sojus-Raketen vom europäischen Weltraumbahnhof in Kourou, hier erfolgt die Vermarktung über Arianespace.
Ebenfalls 2011 startete die Phobos-Grunt-Mission, bei der mit Hilfe einer modifizierten Fregat-Stufe erstmals eine Sonde auf dem Mars-Mond Phobos landen und Bodenproben zur Erde zurückbringen sollte.

## Technik
Die Fregat-Oberstufe ist eine autonome Raketenstufe, die mit einem modernen digitalen Steuerungssystem ausgestattet ist und über eigenständige Kommunikations- und Navigationssysteme verfügt. Dadurch ist die Stufe theoretisch in verschiedene Typen von mittelschweren bis schweren Trägerraketen integrierbar. Die Stufe ist 1,50 m hoch mit einem Durchmesser von 3,35 m. Die Leermasse beträgt 950 kg, und es können bis zu 5.250 kg Raketentreibstoff (NTO/UDMH) mitgenommen werden.
Die Struktur der Stufe besteht aus sechs sphärischen Aluminiumtanks, die im Kreis angeordnet sind. Zwei dieser Tanks enthalten den Treibstoff (UDMH), zwei das Oxidationsmittel (NTO), und zwei weitere dienen als Behälter für die Avionik. Acht Trägerstrukturen, die durch die Tanks verlaufen, dienen der Strukturstabilität.
Das Haupttriebwerk der Stufe ist ein von KB Chimmasch bei Moskau hergestelltes S5.92-Triebwerk mit einer Brennkammer, das durch ein hydraulisches Steuerungssystem seine Position und somit den Schubvektor der Stufe ändern kann. Das Triebwerk kann in zwei Modi betrieben werden: mit einem Schub von 19,85/14 kN und einem spezifischen Impuls von 3.247/3.100 Ns/kg (bzw. 331/316 s).
Zur Lageregelung verfügt Fregat neben den Steuerungsmöglichkeiten des S5.92 über 12 zusätzliche Hydrazin verbrennende 50-N-Triebwerke, die in vier Gruppen angeordnet sind und aus zwei separaten kleineren Tanks mit Treibstoff gespeist werden. Bis zu 85 kg Hydrazin können von der Stufe mitgenommen werden.
Die vergrößerte Fregat-SB-Stufe (russisch Фрегат-СБ) hat zusätzliche abwerfbare Treibstofftanks. Diese Stufe ist 2,3 m hoch bei einem Durchmesser von 3,44 m und wiegt zusammen mit Treibstoff bis zu 11.600 kg. Die Leermasse der Stufe beträgt 950 kg, die Leermasse der abwerfbaren Tanks 375 kg. Fregat-SB soll auf schwereren Trägerraketen – zunächst ist der Einsatz auf der Zenit geplant – eingesetzt werden. Der erste Start fand am 20. Januar 2011 statt. Dabei wurde die Fregat-SB auf einer Zenit gestartet und beförderte den russischen Elektro-L-Wettersatelliten in einen geostationären Orbit.

## Startliste
→ Siehe: Liste der Raketenstarts mit Fregat-Oberstufe